# 25180 Kenyonconlin
25180 Kenyonconlin è un asteroide della fascia principale. Scoperto nel 1998, presenta un'orbita caratterizzata da un semiasse maggiore pari a 2,5725769 UA e da un'eccentricità di 0,0953534, inclinata di 2,66550° rispetto all'eclittica.